# Villers-au-Flos
Villers-au-Flos – miejscowość i gmina we Francji, w regionie Hauts-de-France, w departamencie Pas-de-Calais.
Według danych na rok 1990 gminę zamieszkiwały 192 osoby, a gęstość zaludnienia wynosiła 33 osób/km² (wśród 1549 gmin regionu Nord-Pas-de-Calais Villers-au-Flos plasuje się na 1019. miejscu pod względem liczby ludności, natomiast pod względem powierzchni na miejscu 609.).